# Trichoplusia molybdina
Trichoplusia molybdina là một loài bướm đêm trong họ Noctuidae.